# Gloria Grahame
Gloria Hallward, de nombre artístico Gloria Grahame (Los Ángeles, California, 28 de noviembre de 1923 - Nueva York, 5 de octubre de 1981) fue una actriz estadounidense de cine, teatro y televisión. Fue galardonada con el premio Oscar en 1953 a la mejor actriz secundaria por su participación en la película Cautivos del mal (1952).

## Trayectoria artística

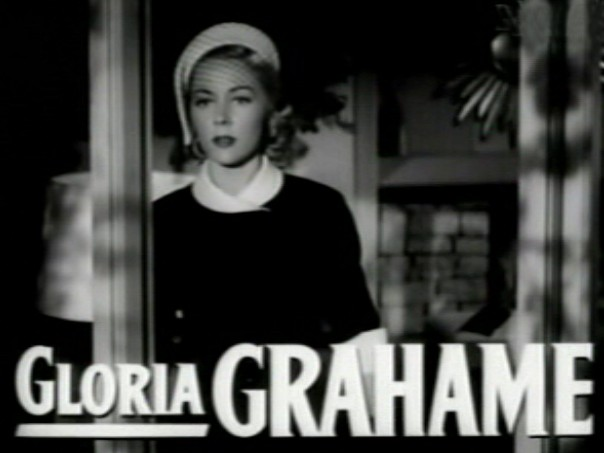
Gloria Grahame, captura de pantalla del tráiler de la película "Cautivos del mal".

Nacida en Los Ángeles, California, hija del arquitecto y escritor Reginald Hallward y de Jeanne McDougall, de nombre artístico Jean Grahame, actriz y profesora de teatro, Gloria comenzó su carrera como actriz en el medio teatral. Mientras trabajaba en los escenarios de Broadway, fue contratada por la productora MGM, en la que empezó a trabajar en el medio cinematográfico, y se cambió el nombre por el de Gloria Grahame.
Desempeñó papeles importantes en producciones de Hollywood durante las décadas de los 40 y 50, siendo nominada al Oscar de la Academia de Hollywood como mejor actriz secundaria por Encrucijada de odios (1947). Tras su trabajo con directores como Nicholas Ray y Cecil B. DeMille, volvería a ser nominada de nuevo al Oscar a la mejor actriz secundaria en 1952, por su interpretación en Cautivos del mal (The Bad and the Beautiful), de Vincente Minnelli.
A partir de mediados de la década de los 50 la carrera en el cine de Gloria Grahame declinó, en parte debido a los malos resultados de una operación quirúrgica en un labio, lo que perjudicó la dicción de la actriz. 
En la década de los 60 Grahame se mantuvo muy activa en el medio teatral, pero prácticamente abandonó el cine, interviniendo solo en el western Noche de violencia. En 1964 participó en el capítulo "The Homecoming" en la serie de TV El Fugitivo en donde tiene el papel de Dorina Pruitt. 
Desde el comienzo de la década siguiente hasta principios de los 80, Grahame tendría una actividad considerable en el cine y la televisión, sin abandonar el medio teatral, representando varias obras en Inglaterra. En 1973 intervino en el cine español: participó en Tarot de José María Forqué, junto a Fernando Rey y Sue Lyon.

## Vida personal
Gloria Grahame estuvo casada en cuatro ocasiones, siendo su segundo marido el director Nicholas Ray y el cuarto el hijo de éste de un matrimonio anterior, Anthony "Tony" Ray. Fue madre de cuatro hijos, tres varones y una niña.

## Muerte
En 1981, Grahame fue dignosticada de cáncer de estómago, pero ella rechazó el resultado del diagnóstico, y viajó a Inglaterra para proseguir con su actividad profesional en el teatro. Una vez allí, su salud se deterioró rápidamente, siendo trasladada de nuevo a los Estados Unidos, y falleciendo finalmente en Nueva York el 5 de octubre de 1981, a los 57 años de edad. Gloria Grahame está sepultada en el Cementerio Oakwood Memorial Park, en Chatsworth, California.

## Filmografía (parcial)
- La mansión 1981 Director: Armand Weston
- Melvin y Howard 1980 Director: Jonathan Demme
- Hombre rico, hombre pobre (Serie de TV) 1976
- Apuestas contra el mañana 1959 Director: Robert Wise
- Ride out for Revenge (1957) Director  Bernard Girard
- No serás un extraño 1955 Director: Stanley Kramer
- Oklahoma 1955 Director: Fred Zinnemann
- La tela de araña 1955 Director: Vincente Minnelli
- Deseos humanos 1954 Director: Fritz Lang
- Fugitivos del terror rojo 1953 Director: Elia Kazan
- Los sobornados 1953 Director: Fritz Lang
- Una aventurera en Macao 1952 Director: Josef von Sternberg
- Cautivos del mal 1952 Director: Vincente Minnelli--Oscar a la mejor actriz secundaria
- El mayor espectáculo del mundo 1952 Director: Cecil B. DeMille
- En un lugar solitario 1950 Director: Nicholas Ray
- Un secreto de mujer 1949 Director: Nicholas Ray
- Encrucijada de odios 1947 Director: Edward Dmytryk--Nominación al Oscar a mejor actriz secundaria
- ¡Qué bello es vivir! 1946 Director: Frank Capra
- Sin amor 1945 Director: Harold S. Bucquet

## Premios y distinciones
Premios Óscar
| Año  | Categoría               | Película             | Resultado |
| ---- | ----------------------- | -------------------- | --------- |
| 1948 | Mejor actriz de reparto | Encrucijada de odios | Nominada  |
| 1953 | Mejor actriz de reparto | Cautivos del mal     | Ganador   |